# محمد حسين هيثم
محمد حسين هيثم (8 نوفمبر 1958 - 2 مارس 2007) شاعر يمني من أعلام قصيدة التفعيلة في اليمن.

## نشأته ودراسته
ولد في مدينة الشيخ عثمان في عدن، إنضم إلى المدرسة سنة 1965, لينهي الثانوية العامة في عام 1978. تخرج من قسم الفلسفة، كلية التربية العليا في جامعة عدن عام 1983.

## عمله
عمل بمهنة الصحافة في خلال فترة دراسته الجامعية, وبعد التخرج تم تعينه في القسم الثقافي في صحيفة الثوري. في عام 1990 عمل في مركز الدراسات والبحوث اليمني,بوظيفة باحث في دائرة الدراسات اللغوية والأدبية.
شغل منصب أمين عام اتحاد الأدباء والكتاب اليمنيين، وكان عضواً في المكتب التنفيذي للإتحاد، بالإضافة إلى ترؤسه تحرير عدد من المجلات الأدبية في اليمن. وعند وفاته كان يشغل منصب نائب رئيس مركز الدراسات والبحوث اليمني.

## شعره
ينتمي محمد هيثم شعرياً إلى جيل سبعينيات القرن العشرين، حيث يتداخل الهم الذاتي بالهم العربي العام، ويستخدم الرمزية فيه.
له سبعة دواوين هي:
- الحصان
- جمهرة الظلام
- اكتمالات سين
- مائدة مثقلة بالنسيان
- رجل ذو قبعة ووحيد
- رجل كثير
- استدراكات الحفلة

وديوان شعري باللهجة الشعبية بعنوان: حاز بحزيك.